# Lithophyllum prototypum
Lithophyllum  prototypum (Foslie) Foslie, 1905  é o nome botânico  de uma espécie de algas vermelhas pluricelulares do gênero Lithophyllum, família Corallinaceae.
- São algas marinhas encontradas no Japão, Austrália, Flórida, Colômbia, algumas ilhas do Caribe e Pacífico.

## Sinonímia
- Lithothamnion prototypum  Foslie, 1897
- Melobesia prototypa   (Foslie) Foslie, 1898
- Dermatolithon prototypum   (Foslie) Foslie, 1900
- Lithophyllum tessellatum   Me. Lemoine, 1930
- Goniolithon tessellatum   (M. Lemoine) Setchell & Mason, 1943
- Tenarea prototypa   (Foslie) Adey, 1970
- Dermatolithon tessellatum   (Lemoine) Lemoine, 1971
- Tenarea tessellata   (Lemoine) M.M. Littler ex-Adey et al., 1982
- Titanoderma tessellatum   (M. Lemoine) Woelkerling, Y.M. Chamberlain & P.C. Silva, 1985
- Titanoderma prototypum   (Foslie) Woelkerling, Y.M. Chamberlain & P.C. Silva, 1985